# Salfit
Salfit ou Salfeet (en arabe: سلفيت) est une ville palestinienne située dans le Gouvernorat de Salfit, au centre de la Cisjordanie. La ville se trouve à une altitude de 570 mètres. Salfit comptait 8 796 habitants en 2007. Elle est la capitale administrative du Gouvernorat de Salfit. En 2017, 'Abd al-Karîm Zabîdy est élu maire de la ville .

## Étymologie
Selon la Chambre de commerce de Salfit, le mot Salfit est un mot cananéen qui signifie panier de raisins (Sal: panier/ fit: raisins). Cette appellation vient du fait que la ville de Salfit était célèbre pour ses raisins, qui sont d'ailleurs toujours cultivés dans la région.

## Histoire
Au XIIe et le XIIIe siècle, Salfit était habitée par des musulmans.

### Époque ottomane
Salfit moderne a été créé à l'époque ottomane. En 1596, le village apparaît dans les registres d'impôt ottomans sous le nom de Salfit al-basal, et il est précisé qu'elle se trouve dans le Nahié de Jabal Qubal, qui fait lui-même partie du sandjak de Naplouse. Salfit avait une population de 118 ménages et deux célibataires, tous musulmans. Ses habitants payaient des impôts sur le blé, l'orge, les cultures d'été, les olives, les chèvres et les ruches.
Pendant cette période, Salfit a servi de plaque tournante pour les villages locaux. Elle était l'un des nombreux grands villages commerciaux de la région, où elle joué un rôle de médiateur entre le centre administratif de Naplouse et les petits villages. En 1882, Salfit est décrite comme « un grand village, sur un terrain élevé, avec des oliviers autour de lui, et un étang à l'est. C'est apparemment un ancien site, avec des tombes taillées dans la roche. Il y a deux sources à proximité ».
En 1916, vers la fin de la domination ottomane en Palestine, Salfit était un des deux plus grands villages du sandjak de Naplouse. Il produisait de l'huile d'olive.

### Époque moderne
En 1948, Salfit est le centre du Parti communiste palestinien. Durant les années 1950, le village est devenu un bastion important du mouvement communiste et le centre de l'activité anti-jordanienne (la Cisjordanie avait été annexée par la Jordanie après la guerre israélo-arabe de 1948.)  Salfit a reçu le statut de municipalité en 1955.

### Conflit israélo-palestinien
Une femme est abattue par des snipers israéliens le 9 avril 2025. La victime, Amana Yaqoub, était avocate et mère de trois enfants.

## Climat
Le climat de la ville est chaud et sec l'été, pluvieux et froid l'hiver. La température moyenne maximale  dans la ville de Salfit est de 20 degrés Celsius et la température moyenne minimale est de 6 degrés Celsius.

## Démographie
Salfit avait comptait 1415 personnes en 1931, presque tous musulmans. En 1945, la population de Salfit se montait à 1830 âmes, tous Arabes, et la superficie totale des terres était de 23°117 dunums. Sur cette surface, 10°853 dunums ont été alloués aux  plantations et aux terres irrigables, 3°545 aux  céréales, tandis 100 dunums ont été classés comme zones à zones bâties.
En 2007, la population de Salfit atteint 8 796 individus pour 1 840 ménages, moitié de sexe masculin, moitié de sexe féminin. Quant à la répartition par âge, on relève que 48,9 % ont moins de 20 ans, 46,6 % ont entre 20 et 65 ans, et 4,1 % ont plus de 65 ans.

## Économie

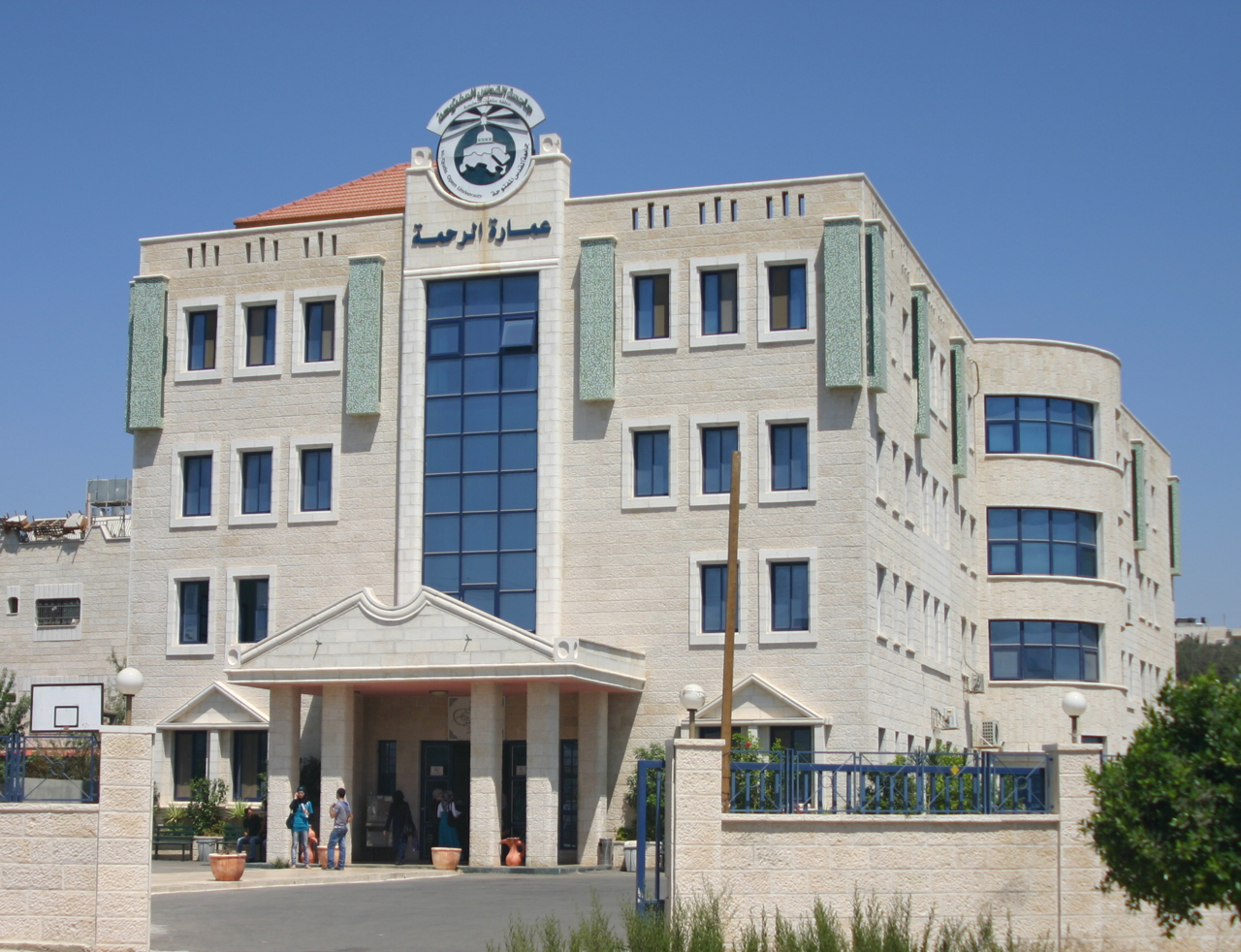
Le campus de l'Université ouverte d'Al-Quds à Salfit, 2010

Salfit est un centre administratif et commercial majeur pour les dizaines de villages qui l'entourent. Cependant, la route pour les Palestiniens qui viennent des localités au nord de Salfit a été fermée par les forces de défense israéliennes, et ce en raison d'une route de contournement de la colonie d'Ariel qui coupe la route principale. Il y a plusieurs bureaux et institutions gouvernementales dans la ville. L'éducation est assurée par quatre écoles modernes, en plus du campus de l'Université ouverte d'Al-Quds. Une zone industrielle a été établie sur 200 dunums de terre à l'extrémité est de Salfit. Le Gouvernorat de Salfit est également une région connue la taille de la pierre et du marbre. Le gouvernorat est aussi le plus grand producteur d'huile d'olive dans les territoires palestiniens, avec une production de 1500 tonnes par an. Salfit cultive également différents produits agricoles, comme le raisin, la figue, la pomme et la tomate.

## Jumelages
- Watford (Royaume-Uni)[23],[24]
- Ris-Orangis (France)[25]